# 鬼怒川公園駅
鬼怒川公園駅（きぬがわこうえんえき）は、栃木県日光市藤原にある東武鉄道鬼怒川線の駅である。駅番号はTN 57。

## 歴史
- 1939年（昭和14年） - 開業。
- 1944年（昭和19年）10月25日 - 休止。
- 1950年（昭和25年）9月1日 - 営業再開。
- 1961年（昭和36年）12月1日 - 再び休止。
- 1962年（昭和37年）12月10日 - 営業再開。
- 2006年（平成18年）頃 - 駅舎を改築。
- 2012年（平成24年）3月17日 - TN 56の駅ナンバリングを導入。
- 2017年（平成29年）
  - 4月20日 - この日をもって当駅止まりの「きぬ」が廃止。代わって当駅発着の普通列車が1往復設定。
  - 4月21日 - 東武ワールドスクウェア駅の開業に先立ち、駅ナンバリングをTN 57に変更[1]。

## 駅構造
島式ホーム1面2線と単式ホーム1面1線、計2面3線を有する地上駅である。駅舎は線路の西側にあり、島式ホームの1・2番線と直結している。3番線とは跨線橋（階段のみ）により連絡している。
通常は上下列車とも駅舎側の2番線を使用し、列車交換を行う上り列車は3番線を使用する。1番線は浅草方面への折り返し専用で、現行の定期ダイヤでは使用されていない。
改札口には簡易PASMO改札機が設置されている。
新藤原側には留置線が1本設置されており、鬼怒川温泉駅発着列車が留置されることがある。

### のりば
| 番線 | 路線     | 方向 | 行先                                                                                      |
| ---- | -------- | ---- | ----------------------------------------------------------------------------------------- |
| 1    | 鬼怒川線 | 上り | （通常は未使用）                                                                          |
| 2    | 鬼怒川線 | 下り | 新藤原・■野岩鉄道線 会津高原尾瀬口・ ■会津鉄道線 会津田島方面                             |
| 2    | 鬼怒川線 | 上り | 下今市・ 日光線 新栃木・ 東武スカイツリーライン 北千住・ とうきょうスカイツリー・浅草方面 |
| 3    | 鬼怒川線 | 上り | 下今市・ 日光線 新栃木・ 東武スカイツリーライン 北千住・ とうきょうスカイツリー・浅草方面 |

- 上記の路線名は旅客案内上の名称（「東武スカイツリーライン」は愛称）で表記している。実際の案内では下今市駅も日光線の駅に内包されている。

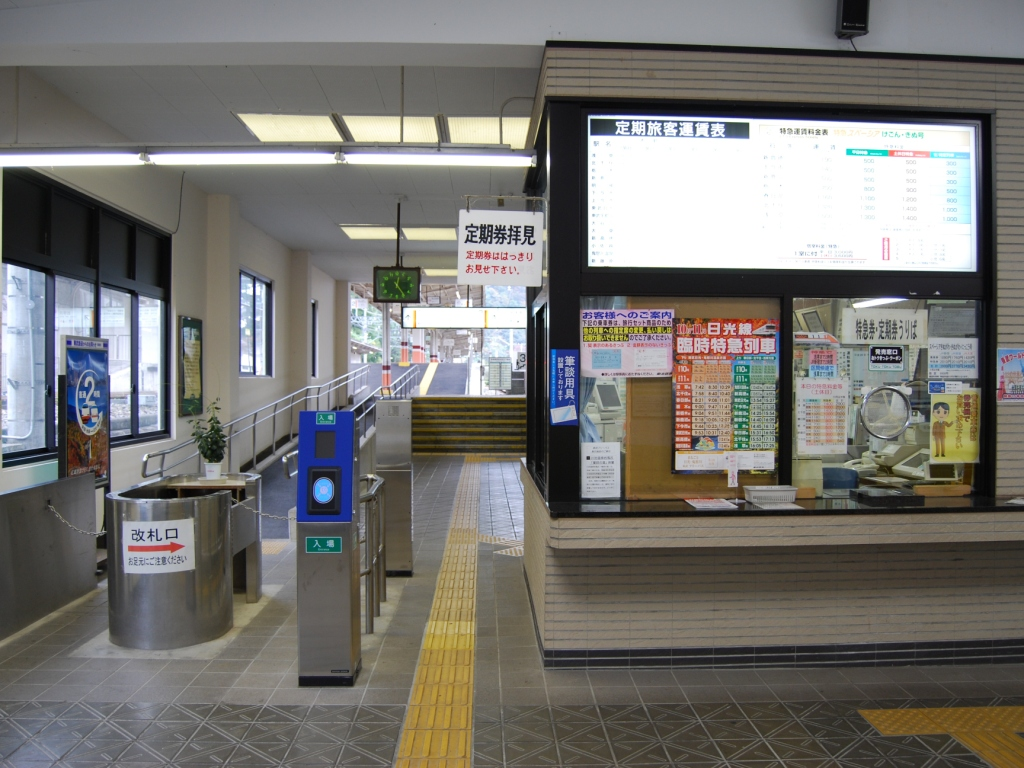
改札口および特急券・定期券発売窓口（2008年10月）
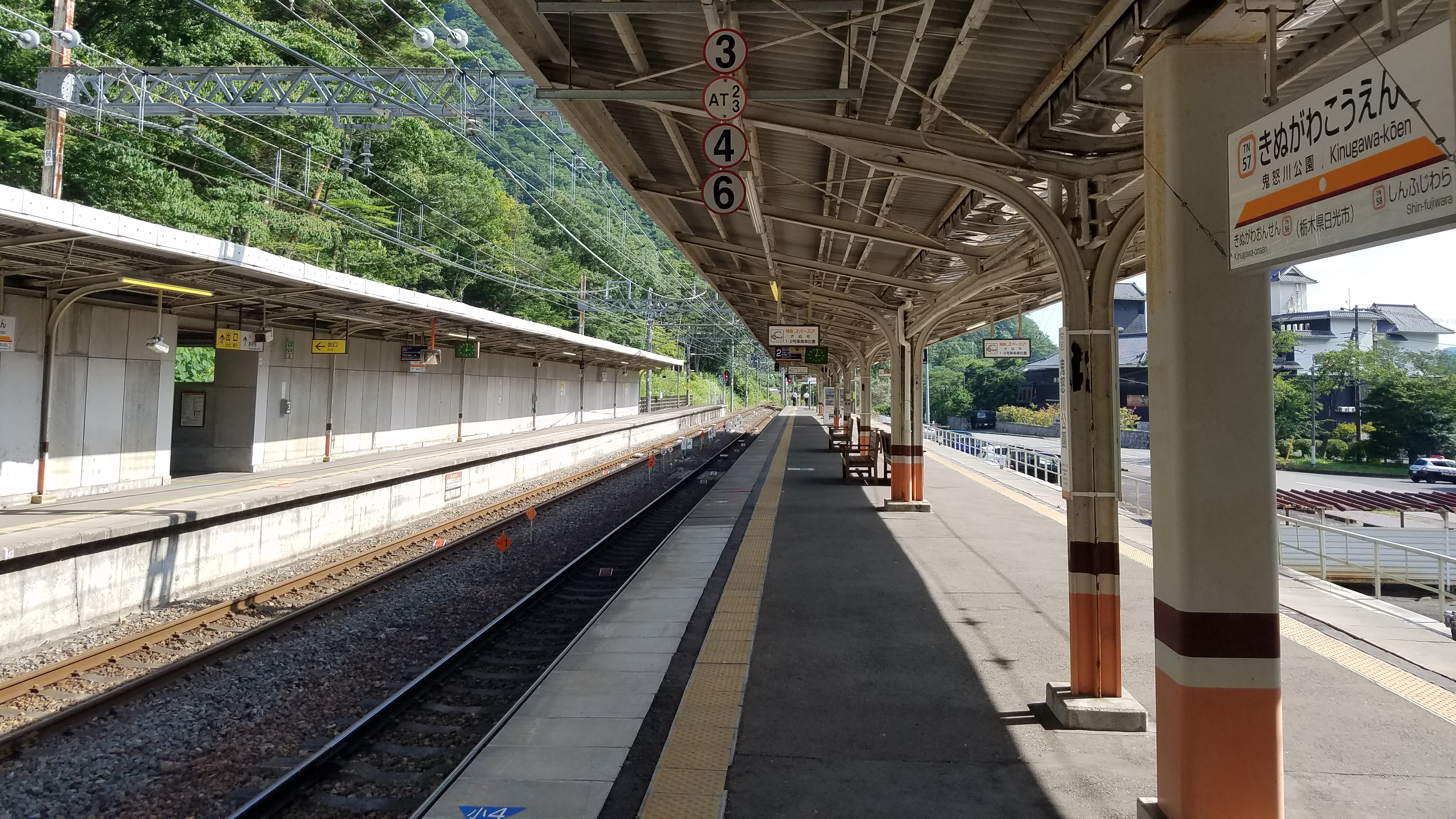
ホーム（2021年8月）
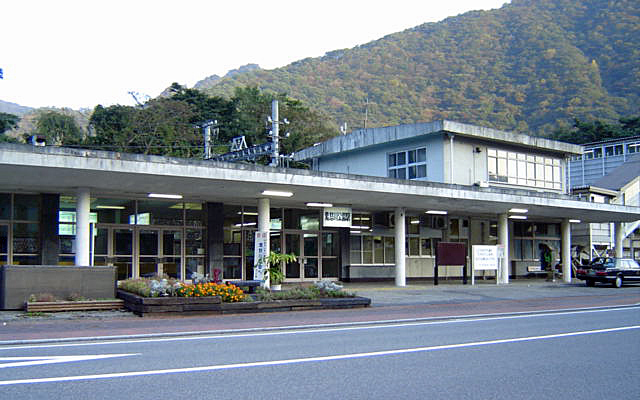
改築前の駅舎（2004年10月）

## 利用状況
2024年度の一日平均乗降人員は185人である。減少傾向が続いている。2017年4月21日のダイヤ改正以前は、東武鉄道の特急列車が停車する駅で最も乗降人員が少なかった。
近年の推移は下表のとおりである。
| 年度               | 一日平均 乗降人員 |
| ------------------ | ----------------- |
| 1998年（平成10年） | 797               |
| 1999年（平成11年） | 767               |
| 2000年（平成12年） | 649               |
| 2001年（平成13年） | 579               |
| 2002年（平成14年） | 544               |
| 2003年（平成15年） | 560               |
| 2004年（平成16年） | 522               |
| 2005年（平成17年） | 493               |
| 2006年（平成18年） | 464               |
| 2007年（平成19年） | 410               |
| 2008年（平成20年） | 404               |
| 2009年（平成21年） | 369               |
| 2010年（平成22年） | 342               |
| 2011年（平成23年） | 315               |
| 2012年（平成24年） | 309               |
| 2013年（平成25年） | 290               |
| 2014年（平成26年） | 295               |
| 2015年（平成27年） | 278               |
| 2016年（平成28年） | 275               |
| 2017年（平成29年） | 267               |
| 2018年（平成30年） | 264               |
| 2019年（令和元年） | 249               |
| 2020年（令和02年） | 141               |
| 2021年（令和03年） | 142               |
| 2022年（令和04年） | 168               |
| 2023年（令和05年） | 202               |
| 2024年（令和06年） | 185               |

## 駅周辺
鬼怒川温泉郷の北部に位置している。
- 鬼怒川公園 - 駅東側。元来の公園は当駅開業時に消滅し、現公園はその後新設されたもの[2]。園内には鬼怒川温泉唯一の市営共同浴場「鬼怒川公園岩風呂」が存在したが、2024年3月31日をもって閉館した[3]。
- 鬼怒川
- 国道121号
- 鬼怒川温泉 - 鬼怒川温泉駅 - 当駅間は温泉街に沿って線路が続いている。
- 藤原滝郵便局
- 鬼怒川温泉ロープウェイ 鬼怒川温泉山麓駅
- 日光市立鬼怒川小学校

## 路線バス
| 乗り場   | 系統                           | 主要経由地                     | 行先         | 運行事業者   | 備考 |
| -------- | ------------------------------ | ------------------------------ | ------------ | ------------ | ---- |
|          | 鬼怒川温泉女夫渕線             | 新藤原駅、川治温泉駅、川俣温泉 | 女夫淵       | 日光市営バス |      |
| 湯西川線 | 藤原、川治温泉駅、湯西川温泉駅 | 湯西川温泉                     | 日光交通     |              |      |
| 仲町線   | 仲町                           | 鬼怒川温泉駅                   | 日光交通     |              |      |
|          | 鬼怒川温泉女夫渕線             | 藤原支所前                     | 鬼怒川温泉駅 | 日光市営バス |      |
| 湯西川線 | 藤原支所前                     | 鬼怒川温泉駅                   | 日光交通     |              |      |

※ 新高徳駅、JR今市駅、下今市駅方面（日光交通 鬼怒川線）は2019年10月1日以降、鬼怒川温泉駅での乗り換えが必要となっている。

## 隣の駅
東武鉄道
 鬼怒川線
- ■特急「リバティきぬ」「リバティ会津」停車駅（下りは「リバティ会津」のみ運転）

□快速「AIZUマウントエクスプレス」・■普通
鬼怒川温泉駅 (TN 56) - 鬼怒川公園駅 (TN 57) - 新藤原駅 (TN 58)